# Богоборство
Богоборство — одна з початкових форм вільнодумства, прихильники якої оголосили Бога причиною зла у світі і засудили його за це. 
Античний образ богоборця — Прометей. В мистецтві образ богоборця став символом прагнення до свободи і перебудови світу. Саме такі образи, створені Джорджом Байроном (містерія «Каїн»), Михайлом Лермонтовим («Демон»), Жаном-Полем Сартром («Мухи»). У творчості німецького філософа Фрідріхом Ніцше богоборство виражено у формі затвердження права індивіда на свободу, не обмежену правовими чи моральними рамками, в тому числі законами, приписами і нормами релігійної моралі. Ідеї богоборства спочатку виникають через розчарування в Бога.